# Левенд, Агях Сырры
Агях Сырры Левенд (26 января 1894, Родос — 28 октября 1978, Анкара) — турецкий писатель, публицист, филолог, историк литературы, издатель, преподаватель, социолог и политик.
В 1909—1913 годах учился в военном училище, в 1913 году опубликовал свою первую статью в газете Babalık. Во время Первой мировой войны сражался на Кавказском фронте. В 1919 году закончил литературный факультет Стамбульского университета. С 1922 по 1949 год преподавал литературу в различных учебных заведениях Турции, в том числе в школе Независимости (одним из основателей которой он был), Стамбульской школе для мальчиков и впоследствии Университете Гази в Анкаре, где был профессором литературы. Был основателем и сотрудником целого ряда социологических, лингвистических, философских журналов: в частности, издавал Felsefe ve İçtimaiyat (1927—1930), был председателем Yeni Türk Dergisi, философского журнала общины района Эминоню (1936—1940). Был также членом совета гражданской обороны данного района.
С 1940 по 1946 год был депутатом меджлиса (турецкого парламента) 6-го и 7-го созывов и в этот же период времени — партийным контролёром в иле Кайсери. Был одним из инициаторов и главным редактором Турецкой энциклопедии, издававшейся под патронажем Инёню (1945—1949), главным редактором журнала «Турецкий язык» (с 1951 по 1966 год). Был женат, в браке имел одного ребёнка. В 1963—1966 годах возглавлял Турецкий институт языкознания.
Опубликовал целый ряд статей в научных журналах, в том числе по социологии, педагогике и литературно-критических, а также ряда монографий о творчестве турецких и тюркоязычных писателей (Наби, Атаи, Гюльшехри, Навои). Наиболее известным его художественным произведением является сентиментальный роман «Страдания» (1928), из научных работ — «Лейли и Меджнун в арабской, персидской и тюркоязычных литературах» (1959).